# Тонтон (Масачусетс)
Тонтон (енгл. Taunton) град је у америчкој савезној држави Масачусетс. По попису становништва из 2010. у њему је живело 55.874 становника.

## Демографија
Према попису становништва из 2010. у граду је живело 55.874 становника, што је 102 (0,2%) становника мање него 2000. године.
| Група             | 2000.          | 2010.          |
| Белци             | 50.272 (89,8%) | 47.221 (84,5%) |
| Афроамериканци    | 1.534 (2,7%)   | 2.773 (5,0%)   |
| Азијати           | 334 (0,6%)     | 560 (1,0%)     |
| Хиспаноамериканци | 2.198 (3,9%)   | 3.058 (5,5%)   |
| Укупно            | 55.976         | 55.874         |